# Nieuw Werklust

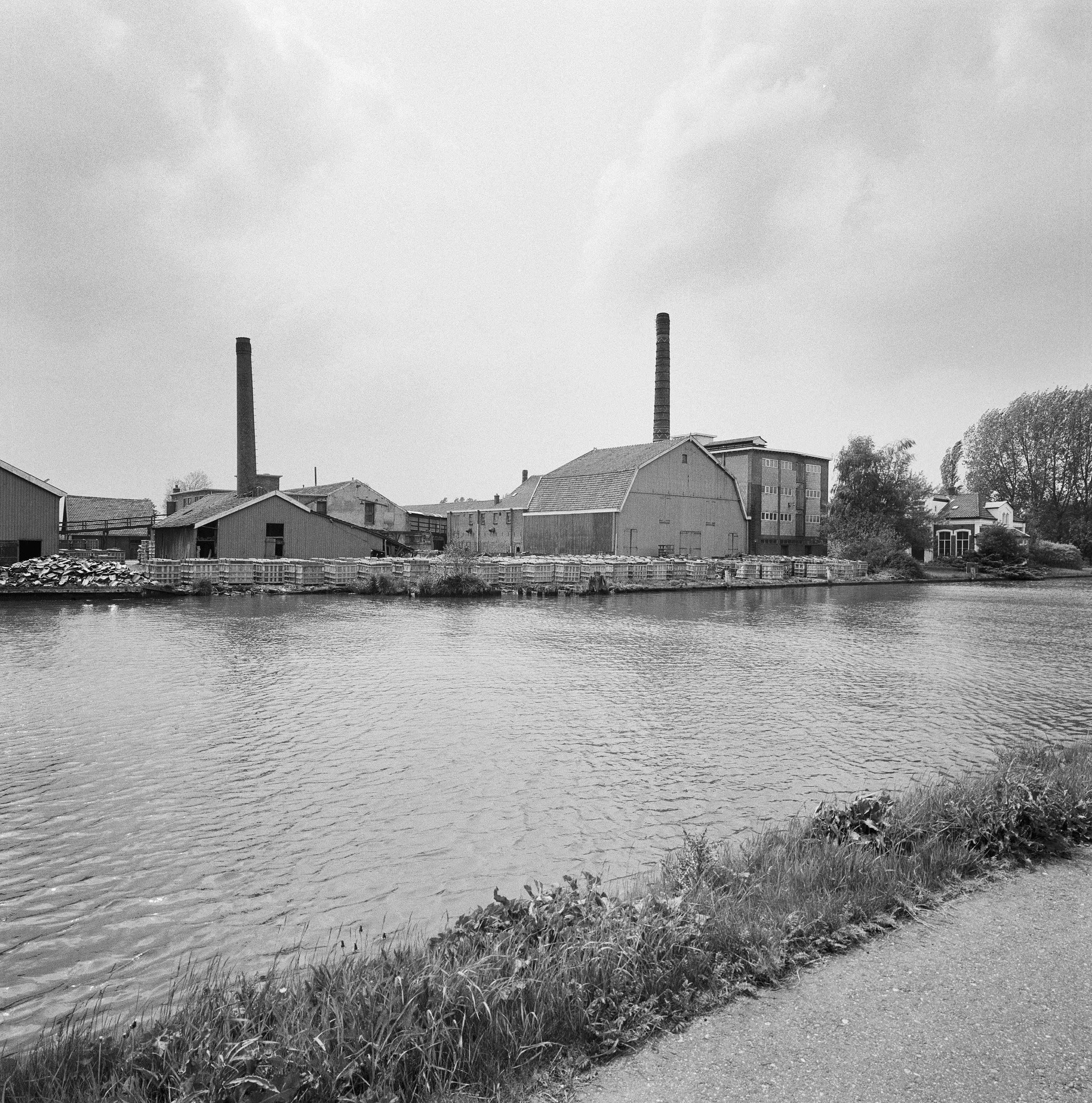
"Nieuw Werklust" in 1996, gezien vanaf de overkant van de Oude Rijn.

Nieuw Werklust is een voormalige kleiwarenfabriek in de buurtschap Groenendijk aan de Rijndijk 14 - 18 in de Nederlandse plaats Hazerswoude-Rijndijk (gemeente Alphen aan den Rijn, provincie Zuid-Holland), die tot 2001 in gebruik is geweest onder de naam Kleiwarenfabriek "Nieuw Werklust" B.V.

## Geschiedenis
Door de nabije aanwezigheid van alle benodigde grondstoffen, zoals klei, zand en turf, in combinatie met de goede bereikbaarheid over het water, vestigden zich langs de Oude Rijn verschillende pannen- en steenfabrieken. De kleiwarenfabriek "Nieuw Werklust" is ontstaan in de 17e eeuw, waarschijnlijk rond 1675. De fabriek produceerde vooral dakpannen en bloem- en schoorsteenpotten.
Klei was de belangrijkste grondstof, maar voor dakpannen was een vettere klei nodig dan gebruikt werd voor bakstenen. De klei langs de Oude Rijn en de bovenloop van de Hollandse IJssel was uitstekend geschikt voor de productie van bakstenen, maar juist in de omgeving van Alphen aan den Rijn en Oegstgeest werd ook die vettere klei aangetroffen. Nieuw Werklust kon de benodigde (roodbakkende) rivierklei dichtbij vinden, namelijk op een terrein aan de overzijde van de Rijn. De steen- en pannenfabrieken waren in het verleden seizoensbedrijven, waarbij de productie plaatsvond van april tot oktober. Buiten die periode werd de benodigde klei per vlet aangevoerd via het oostelijk van het complex gesitueerde aanleverkanaal. De klei werd met zand en water voorgemengd in een eenvoudige schoepmolen en gevormd tot kleiballen of -koeken. Voorheen gebeurde dit met handwerk, later werd dit proces gemechaniseerd. Nadat de voorbereide klei was geperst in de vorm van een dakpan,0 werden de pannen op droogrekken uitgelegd in lange droogschuren die ter ventilatie aan alle kanten voorzien waren van jaloezieën. Na een tweede droogperiode op de rekken boven in de schuur volgde ook nog een derde droogperiode. Pas daarna werden de pannen gebakken in ovens die elk 16.000 pannen konden bevatten en met turf of steenkool werden gestookt tot een temperatuur van 1000 graden.
Op 27 februari 1675 verkocht Willem Hubertsz van Erckel (of Van Arckel), wonende aan de Hoge Rijndijk, voor 125 gulden aan Jacob Verhagen, die daar ook al woonde, de helft van een uiterdijk (dat is een stuk grond gelegen tussen - in dit geval - de Hoge Rijndijk en de Oude Rijn, dus gelegen buiten de dijk) waarop koper en verkoper samen al een pannenbakkerij hadden, ter grootte van vier hond. De exacte locatie wordt aangegeven als: belend ten oosten Jonker Lantscroon en ten westen de kinderen van Dirck Claesz Rijnenburg.
In de daaropvolgende periode werd de pannenbakkerij geregeld vererfd en/of doorverkocht zonder dat dat veel invloed op de bedrijfsvoering had. Pas in de periode 1824-1840 ontstond daarin verandering. Op dat moment berustte de eigendom bij Adriaan van Diemen en zijn vrouw Jannetje van Ginhoven, die respectievelijk in 1824 en 1826 overleden. Van hun drie kinderen, te weten Maria (1782), Nicolaas (1784) en Neeltje (1789), woonde Maria als ongehuwde dochter bij haar ouders op de pannenbakkerij. Zij nam na hun overlijden de bedrijfsleiding over en in 1834 deden haar broer Nicolaas en zus Neeltje afstand van hun aandeel in de fabriek en alles wat daartoe behoorde, inclusief de schulden, en gaven het bedrijf over aan Maria. In die periode kreeg de pannenfabriek aan de oostzijde een nieuwe buur: aardewerkfabriek 'De Nijverheid' werd door Petrus Jacobus Runckel opgericht en zou een belangrijke impuls gegeven aan het oude pan- en estrikwerk. Waarschijnlijk heeft Maria van Diemen in die tijd voor haar fabriek de naam 'Werklust' geïntroduceerd, als tegenhanger en ter onderscheiding van 'De Nijverheid'.
In 1891 kwam 'Werklust' in het bezit van Cornelis Filippo. Na een jaar plaatste hij een stoommachine, die de kleimolen en waarschijnlijk ook de persen ging aandrijven. In toenemende mate werden bloempotten en buizen niet meer op de draaischijf maar door middel van persen geproduceerd. De dakpannen, die voorheen handmatig in vormen werden gemaakt, kwamen met ingang van 1904 uit de dakpannenpers geleverd door de Leidse machinefabriek Van der Rotte.
In 1894 kwam ook 'De Nijverheid' in handen van Cornelis Filippo, die het — in eerste instantie samen met een zestal andere fabrikanten uit de regio — wist te kopen. In 1895 nam Filippo hun aandeel over en kwamen beide fabrieken in één hand.
In 1917 droeg Cornelis Filippo het bedrijf over aan zijn drie zonen: Johannes Willem (1889), Arnoldus Teunis (1894) en Cornelis Arnold Ebbo Dirk (1898). De stoomkracht was inmiddels vervangen door elektriciteit en het bedrijf kreeg de naam 'N.V. Electrische Kleiwarenfabriek Werklust'. Na een machtsstrijd in 1925 verloren de Filippo's evenwel invloed en werd het bedrijf gesplitst in de 'N.V. Nieuw Werklust' en de 'N.V. Kleiwarenfabriek Nijverheid'. De Filippo's gingen verder met 'De Nijverheid', maar dat ging al in 1931 — in de crisistijd — failliet. Alle bedrijfsgebouwen en de bijbehorende woningen van 'De Nijverheid' zijn inmiddels verdwenen. Zo ontstond op 16 december 1925 de Naamlooze vennootschap Kleiwarenfabriek "Nieuw Werklust" met 5 comparanten. Pieter Boot senior, scheepsbouwmeester, Arie van der Toorn, reder, Dirk Teunis Blanken, aannemer, Gerrit Hendrik Kievit, aannemer, Simon Arie Stolk, aannemer. De directie werd gevormd door Jan Blotkamp en als adjunct Dirk Blanken, de zoon van Dirk Teunis Blanken.
Vanaf 1941 werd Dirk Blanken (1908) directeur en eigenaar van de meeste aandelen. Na de Tweede Wereldoorlog heeft er dankzij de wederopbouw nog een schaalvergroting plaatsgevonden, maar de traditionele werkwijze bleef tot het einde van de onderneming gehandhaafd.
In de jaren 1950 tot 1960 waren ruim honderd mensen werkzaam op de fabriek. Daarna begonnen gastarbeiders — vooral Marokkanen — een steeds groter deel van het personeel uit te maken. Ze woonden in de huisjes naast de fabriek aan de Rijndijk 20-26 en een woonboot achter nummer 20. In 1970 woonden daar in totaal vijf Marokkanen en twee Turken. De werkomstandigheden waren slecht en het loon was laag. Toch liep het aantal gastarbeiders op tot 40 à 60 om toen het later slechter ging weer terug te lopen tot vijf en uiteindelijk tegen het eind van de jaren tachtig nog een.

## Monumentale waarde
Op het fabrieksterrein van 3,4 ha staan nog 37 panden. De meeste daarvan zijn in 2002 aangewezen als rijksmonument vanwege, zo wordt gesteld in de toelichting op het besluit van staatssecretaris Rick van der Ploeg, hun cultuur- en architectuurhistorische waarde, als herinnering aan de vroegere florerende klei-industrie langs de Rijn en als een van de laatste voorbeelden van een nog in werking zijnde dakpannenfabriek van algemeen belang voor het Nederlands industrieel erfgoed. De ensemblewaarde is groot. Het complex met de schoorstenen is ook van stedenbouwkundige waarde vanwege het beeldbepalende karakter van het complex aan de Rijndijk. Onderzocht is of het complex een nieuwe bestemming kon krijgen als winkelcentrum, kantorencomplex of bedrijfsverzamelgebouw, maar dat heeft tot nu toe geen resultaat gehad. Bouw van appartementen zou uitgesloten zijn, omdat de fabriek in de geurcirkel van de bierbrouwerij Heineken ligt.
Omdat na de stopzetting van de activiteiten geen onderhoud werd verricht is de bouwkundige conditie van het complex sterk achteruit gelopen. Op initiatief van de Stichting Industrieel Erfgoed Leiden (STIEL) is een procedure aangespannen bij de gemeente Rijnwoude, waarna uiteindelijk in 2013 de eigenaar (de familie Blanken uit Voorschoten) veroordeeld werd tot het wind- en waterdicht maken van het rijksmonument.

## Complex
Het complex bestaat uit diverse gebouwen die in meerdere fases tot stand zijn gekomen en die in de loop der tijd aangepast zijn aan de wijzigingen in het productieproces. Aangewezen als rijksmonument zijn de aan de Oude Rijn gelegen in eclectische stijl vormgegeven directeursvilla, een cluster bestaande uit kantoor, ovengebouw en twee loodsen, een schaftlokaal tevens opslaggebouw uit ca. 1930, een loods voor het maken van potten voor schoorstenen, een fabriekshal uit 1937, een houten kolen- en turfloods, twee loodsen, een kleibereidingsloods voor de voorbewerking van klei, een droogloods, twee ovengebouwen en een tweede droogloods (een derde droogloods is in de jaren 50 van de 20e eeuw deels afgebrand). De ovens zijn nog niet ontmanteld. Ook gereedschap, oude machines, kruiwagens, stempels, ovens, dakpannen, potten, zijn nog aanwezig. De vijf evenwijdig aan de weg gelegen arbeiderswoningen maken ook deel uit van het beschermde deel van het complex. Een viertal geschakelde nieuwere loodsen ten westen van het toegangspad zijn buiten de aanwijzing als rijksmonument gehouden.
Vanwege de slechte onderhoudssituatie is het betreden van het complex verboden. De schoorstenen, waarvan één gebouwd in 1913 door De Ridder en één uit 1930, zijn in slechte staat. De laagste schoorsteen staat scheef en de metalen ringen rondom hebben deels hun greep verloren.

## Overige
- Op het fabrieksterrein was een smalspoor voor het intern transport. De laatste locomotief was een Motorloc 20 van Arn. Jung uit 1951. Deze is in niet rijvaardige staat verworven door het Nationaal Smalspoormuseum.[7]
- In de Overijsselse plaats Losser bestond een steenfabriek genaamd Werklust.
- Kunstenaar Guido Geelen heeft bij de directeurswoning een inmiddels weer verdwenen kunstwerk geplaatst bestaande uit een stalen boom van zo'n acht meter hoog, waarin uiteenlopende keramische voorwerpen waren opgehangen (een telefoon, stofzuiger, toetsenbord, poef, autoband en hoed). Het gebruikte materiaal - rode klei - verwees naar de dakpannen van de voormalige dakpannenfabriek.[8][9]
- Het tracé van de Groene Harttunnel als onderdeel van de Hogesnelheidslijn Schiphol - Antwerpen loopt onder een gedeelte van het fabrieksterrein (vanaf de Hoge Rijndijk gezien links vooraan). Er loop een juridische procedure tussen de Staat der Nederlanden en 'Nieuw Werklust Holding B.V.', (voorheen 'Nieuw Werklust Kleiwarenfabriek B.V.') rond de schadeloosstelling wegens de onteigening van een 'opstalrecht' voor de aanleg van deze tunnel .[10]
- Op donderdag 21 november 2013 was Nieuw Werklust een van de items in een aflevering over verval van het VPRO-programma Nederland van boven.